# Rudtjärnen (Vänjans socken, Dalarna)
Rudtjärnen är en sjö i Mora kommun i Dalarna och ingår i Dalälvens huvudavrinningsområde.